# Хеги, Оливер
Оливер Никола Хеги (нем. Oliver Nicola Hegi; 20 февраля 1993 года, Фильмерген, Аргау, Швейцария) — швейцарский гимнаст, чемпион Европы, трёхкратный призёр чемпионатов Европы.

## Биография
Оливер Хеги родился 20 февраля 1993 года в швейцарском городе Фильмерген, кантон Аргау. Он начал заниматься гимнастикой в 7 лет недалеко от дома, в клубе города Ленцбург. Первых больших успехов Оливер добился в 2010 году, когда на первенстве Европы он стал трёхкратным серебряным призёром (в упражнениях на коне, брусьях и перекладине). Показав отличные результаты на юниорском чемпионате Европы, он отобрался на юношеские Олимпийские игры, но не смог попасть ни в один финал.
Переход из юниорских соревнований во взрослые дался Оливеру тяжело. На протяжении долгого времени швейцарец выступал нестабильно, он часто не мог попасть в финалы международных соревнований, а если проходил в решающую стадию турнира, то не добирался до призовых мест. К тому же травма плеча, полученная в начале 2015 года, не позволила Хеги проявить себя и выступить на чемпионате Европы.
С конца 2015 года швейцарский гимнаст начал показывать серьёзные результаты: на чемпионате мира Оливер в составе национальной команды занял шестое место в командном многоборье и заработал для Швейцарии первую за 24 года олимпийскую лицензию в этом виде программы, а на домашнем чемпионате Европы он помог своей сборной выиграть бронзовые медали в той же дисциплине. Однако Олимпийские игры, в которых он принимал участие, прошли для него неудачно: он не смог попасть в финальный раунд ни в одном виде.
В 2017 году на чемпионате Европы Оливер выиграл первую личную медаль на главных международных турнирах, став вторым в упражнениях на перекладине. Затем на чемпионате мира на том же снаряде попал в финал, но из-за падения оказался за чертой призёров.
Через год Оливер Хеги вновь показал убедительное выступление на чемпионате Европы. Сначала он стал бронзовым призёром в упражнениях на брусьях, а затем выиграл золотую медаль на своём коронном снаряде — перекладине.

## Лучшие результаты

### Чемпионаты Европы
- Золото — чемпионат Европы 2018 года (Глазго, Великобритания) (перекладина)
- Серебро — чемпионат Европы 2017 года (Клуж-Напока, Румыния) (перекладина)
- Бронза — чемпионат Европы 2016 года (Берн, Швейцария) (командное многоборье)
- Бронза — чемпионат Европы 2018 года (Глазго, Великобритания) (параллельные брусья)